# 313 pr. n. št.
Stoletja: 5. stoletje pr. n. št. - 4. stoletje pr. n. št. - 3. stoletje pr. n. št.
Desetletja: 360. pr. n. št. 350. pr. n. št. 340. pr. n. št. 330. pr. n. št. 320. pr. n. št. - 310. pr. n. št. - 300. pr. n. št. 290. pr. n. št. 280. pr. n. št. 270. pr. n. št. 260. pr. n. št.
Leta: 318 pr. n. št. 317 pr. n. št. 316 pr. n. št. 315 pr. n. št. 314 pr. n. št. - 313 pr. n. št. - 312 pr. n. št. 311 pr. n. št. 310 pr. n. št. 309 pr. n. št. 308 pr. n. št.